# フアン・パブロ・オルランディ
フアン・パブロ・オルランディ（Juan Pablo Orlandi、1983年6月20日 - ）は、アルゼンチンの元ラグビー選手。

## プロフィール
- アルゼンチン・メンドーサ出身。
- ポジションはプロップ(PR)。
- 身長 190cm、体重 119kg
- アルゼンチン代表通算キャップ数は20。
- ラグビーワールドカップ2015のアルゼンチン代表に選ばれた[1]。

## 略歴
ロヴィーゴ、ラシン92、バース、ニューカッスル・ファルコンズ、ポーを経て、2017年、バイヨンヌに加入。 
2018年、現役を引退した。